# ميسون
ميسون (بالإنجليزية: Mason, Michigan)‏ هي مدينة تقع في مقاطعة إنغام (ميشيغان) بولاية ميشيغان في شمال شرق الولايات المتحدة. تأسست عام 1836، تبلغ مساحة هذه المدينة 13.29 (كم²)، وترتفع عن سطح البحر 280 م، بلغ عدد سكانها 8252 نسمة في عام 2010 حسب إحصاء مكتب تعداد الولايات المتحدة وتصل الكثافة السكانية فيها 624.7 نسمة/كم2.

## التركيبة السكانية
قام مكتب تعداد الولايات المتحدة بتحديد بيانات التركيبة السكانية لميسونفي تعداد الولايات المتحدة. في ما يلي، التركيبة السكانية حسب تعدادي 2000 و2010.

### تعداد عام 2000
بلغ عدد سكان ميسون 6,714 نسمة بحسب تعداد عام 2000، وبلغ عدد الأسر 2,806 أسرة وعدد العائلات 1,826 عائلة مقيمة في المدينة.
وتوزع التركيب العرقي للمدينة بنسبة 95.98% من البيض و 0.46% من الأمريكيين الأصليين و 0.71% من الأمريكيين ذوي الأصول الآسيوية و 0.64% من الأمريكيين الأفارقة و 1.46% من عرقين مختلطين أو أكثر.
بلغ عدد الأسر 2,806 أسرة كانت نسبة 33.0% منها لديها أطفال تحت سن الثامنة عشر تعيش معهم، وبلغت نسبة الأزواج القاطنين مع بعضهم البعض 48.7% من أصل المجموع الكلي للأسر، ونسبة 12.5% من الأسر كان لديها معيلات من الإناث دون وجود شريك، وكانت نسبة 34.9% من غير العائلات. تألفت نسبة 30.4% من أصل جميع الأسر من أفراد ونسبة 11.0% كانوا يعيش معهم شخص وحيد يبلغ من العمر 65 عاماً فما فوق. وبلغ متوسط حجم الأسرة المعيشية 2.96، أما متوسط حجم العائلات فبلغ 2.38.
بلغ العمر الوسطي للسكان 36 عاماً. وكانت نسبة 25.6% من القاطنين تحت سن الثامنة عشر، وكانت نسبة 8.3% بين الثامنة عشر والأربعة وعشرون عاماً، ونسبة 30.7% كانت واقعةً في الفئة العمرية ما بين الخامسة والعشرون حتى والأربعة وأربعون عاماً، ونسبة 22.0% كانت ما بين الخامسة والأربعون حتى الرابعة والستون، ونسبة 13.4% كانت ضمن فئة الخامسة والستون عاماً فما فوق. يوجد لكل 100 أنثى 89.8 ذكر، ويوجد لكل 100 أنثى في الثامنة عشر من عمرها فما فوق 85.0 ذكر.
بلغ متوسط دخل الأسرة في المدينة 41,790 دولار، أما متوسط دخل العائلة فبلغ 53,519 دولار. وكان متوسط دخل الذكور 41,081 دولار مقابل 26,266 دولار للإناث. وسجل دخل الفرد الخاص بالمدينة 20,866 دولار. وكانت نسبة 1.3% من العائلات ونسبة 4.1% من السكان تحت خط الفقر،

### تعداد عام 2010
بلغ عدد سكان ميسون 8,252 نسمة بحسب تعداد عام 2010، وبلغ عدد الأسر 3,278 أسرة وعدد العائلات 2,032 عائلة مقيمة في المدينة. في حين سجلت الكثافة السكانية 1,618.0 نسمة لكل ميل مربع (624.7/كم2). وبلغ عدد الوحدات السكنية 3,574 وحدة بمتوسط كثافة قدره 700.8 لكل ميل مربع (270.6/كم2).
وتوزع التركيب العرقي للمدينة بنسبة 90.2% من البيض و 0.4% من الأمريكيين الأصليين و 0.9% من الأمريكيين ذوي الأصول الآسيوية و 5.9% من الأمريكيين الأفارقة و 1.7% من عرقين مختلطين أو أكثر.
بلغ عدد الأسر 3,278 أسرة كانت نسبة 30.4% منها لديها أطفال تحت سن الثامنة عشر تعيش معهم، وبلغت نسبة الأزواج القاطنين مع بعضهم البعض 44.8% من أصل المجموع الكلي للأسر، ونسبة 13.3% من الأسر كان لديها معيلات من الإناث دون وجود شريك، بينما كانت نسبة 3.9% من الأسر لديها معيلون من الذكور دون وجود شريكة وكانت نسبة 38.0% من غير العائلات. تألفت نسبة 32.6% من أصل جميع الأسر من أفراد ونسبة 11.6% كانوا يعيش معهم شخص وحيد يبلغ من العمر 65 عاماً فما فوق. وبلغ متوسط حجم الأسرة المعيشية 2.91، أما متوسط حجم العائلات فبلغ 2.29.
بلغ العمر الوسطي للسكان 37.8 عاماً. وكانت نسبة 21.8% من القاطنين تحت سن الثامنة عشر، وكانت نسبة 9.6% بين الثامنة عشر والأربعة وعشرون عاماً، ونسبة 29.5% كانت واقعةً في الفئة العمرية ما بين الخامسة والعشرون حتى والأربعة وأربعون عاماً، ونسبة 25.7% كانت ما بين الخامسة والأربعون حتى الرابعة والستون، ونسبة 13.5% كانت ضمن فئة الخامسة والستون عاماً فما فوق. وتوزع التركيب الجنسي للسكان بنسبة 50.8% ذكور و49.2% إناث.

## وصلات خارجية
- http://www.mason.mi.us
- The US50 - Cities and Towns in Michigan State